# Xe đò Hoàng
Xe đò Hoàng là một dịch vụ xe khách có trụ sở tại Quận Cam, California. Dịch vụ bắt đầu năm 1999 với một tuyến đường nối Little Saigon, Quận Cam đến Little Saigon, San Jose. Ngày nay Xe đò Hoàng đã trở thành một cầu nối giữa nhiều cộng đồng người Mỹ gốc Việt khắp Bờ Tây Hoa Kỳ.

## Lịch sử
Xe đò Hoàng được ông Nguyễn Hoàng Linh khởi đầu từ năm 1999, với một vài chiếc xe van nhỏ.  Ông này sinh ra ý định mở một tuyến đường xe đò nối liền Little Saigon, Quận Cam với Little Saigon, San Jose, nơi có hai cộng đồng gốc Việt lớn nhất Hoa Kỳ, trong lúc đợi một chuyến bay tại Sân bay John Wayne. Lúc đó ông làm người dạy lái xe ở Quận Cam và thường xuyên bay lên San Jose để thăm họ hàng, và ông thường giúp đỡ những người đồng hương lớn tuổi không thông thạo tiếng Anh tìm cổng đi hay chỗ lấy hành lý. Lúc đầu dịch vụ chỉ có một tuyến đường từ Little Saigon đến San Jose, và ông chỉ dùng một chiếc xe minivan Chevrolet cũ trong những chuyến đi đầu, sau đó mua lại những chiếc xe buýt cũ.
Sau sự kiện 11 tháng 9, các thủ tục an ninh tại các sân bay cùng nỗi lo âu về ngành hàng không đã tạo cơ hội cho dịch vụ phát triển. Năm 2001, dịch vụ đã chuyển thành một chiếc xe buýt 57 chỗ và tên gọi Xe đò Hoàng bắt đầu trở nên quen thuộc trong cộng đồng người gốc Việt ở California. Năm 2005, ông Nguyễn Hoàng Linh bị bắn vào người nhưng thoát chết; các hung thủ được cho là do một công ty cạnh tranh với hãng xe đò Hoàng thuê để giết.  Trước đó, nhân viên Xe đò Hoàng cũng bị hành hung trong lúc đưa đón khách.
Đến năm 2014, dịch vụ đã có 11 chiếc xe buýt với 15 tài xế, và dịch vụ đã mở rộng đến các địa điểm khác như Sacramento, Oakland, San Francisco, và Phoenix. Riêng tuyến đường từ Quận Cam đến San Jose có khoảng 1000 hành khách mỗi tuần.
Trong đại dịch COVID-19, Xe đò Hoàng cũng như những dịch vụ xe đò khác chịu ảnh hưởng nghiêm trọng.  Dịch vụ bị thưa khách và phải giảm số chuyến đi mỗi tuần.

## Dịch vụ
Xe đò Hoàng có giá cả tương đối rẻ và đến nơi nhanh hơn so với các dịch vụ xe buýt đường dài tương tự như Greyhound. Hành khách chủ yếu là người Mỹ gốc Việt, nhưng cũng có nhiều người chủng tộc khác đi Xe đò Hoàng do được bạn bè giới thiệu vì giá rẻ. Đối tượng hành khách là người sống ở miền Nam hay Bắc California có nhu cầu thăm thân nhân ở miền kia, đặc biệt là người lớn tuổi và sinh viên, hay những ai không muốn lái chặng đường dài hoặc không đủ tiền mua vé máy bay.
Mỗi hành khách trên xe được cấp một ổ bánh mì hay một đĩa xôi, một chai nước lọc, khăn ăn, và bao đựng rác. Các màn hình trên xe thường chiếu các chương trình ca vũ nhạc của người Việt ở Mỹ như Paris by Night, Asia, hay Vân Sơn. Trên xe còn có Wi-Fi miễn phí cho các hành khách có nhu cầu nối mạng. Ngoài việc chở hành khách, Xe đò Hoàng cũng chở hàng hóa giữa những điểm đến.
Hiện nay, Xe đò Hoàng phục vụ các tuyến đường từ Nam California đến San Jose, Oakland, San Francisco, Sacramento, và Arizona; từ Bắc California đến Los Angeles, El Monte, Westminster, San Diego; tại Arizona có các tuyến đường đến Chandler, Tempe, và Phoenix.

## Ảnh hưởng
Xe đò Hoàng được xem là nhịp cầu nối liền hai cộng đồng người Việt lớn nhất tại Hoa Kỳ, dù cách xa nhau gần 400 dặm. Hành khách dùng dịch vụ để thăm thân nhân hay bạn bè, dự lễ đám, giúp gắn bó các gia đình dù sống xa nhau. Đây là dịch vụ xe đò đầu tiên nối liền các cộng đồng gốc Việt; sau sự thành công của dịch vụ này một số dịch vụ khác nhỏ hơn cũng mọc lên để chở khách từ Quận Cam đến những nơi như Las Vegas và Arizona. Dịch vụ này được so sánh với các tuyến xe đò nối liền các phố Tàu ở Bờ Đông Hoa Kỳ, nối liền các cộng đồng người Mỹ gốc Hoa. Xe đò Hoàng cũng có nhiều hoạt động trong cộng đồng, cung cấp chuyên chở miễn phí hay giảm giá trong các cuộc biểu tình của người Mỹ gốc Việt chống chính quyền Việt Nam hay trong vụ biểu tình chống giàn khoan Hải Dương 981.